# دميترو سيمينوف
دميترو سيمينوف (بالأوكرانية: Семенов Дмитро Костянтинович)‏ هو لاعب كرة قدم أوكراني في مركز الدفاع، ولد في 4 نوفمبر 1999 في دنبرو في أوكرانيا. لعب مع نادي دنيبرو دنيبروبتروفسك.

## وصلات خارجية
- دميترو سيمينوف على موقع اتحاد أوكرانيا (الإنجليزية)
- دميترو سيمينوف على موقع قاعدة بيانات كرة القدم.إي يو (الإنجليزية)
- دميترو سيمينوف على موقع Soccerway.com (الإنجليزية)